# Frederik Gottschalk von Haxthausen
Frederik Gottschalk von Haxthausen (14 juillet 1750 - 6 juillet 1825) est un officier d'armée, homme d'État, conseiller d'État, membre d'un cabinet et ministre de Finances norvégien.

## Biographie
Haxthausen est né à Copenhague au Danemark, il arrive en Norvège en 1773 en tant que premier lieutenant dans le régiment Søndenfjeldske et se rend au rang de capitaine et commandant de compagnie en 1779 et de major en 1788. En 1789, il est appointé generalkrigskommissær, l'office chargé de la conscription, en 1802, il devient directeur du Krigsskolen. En 1806, il devient officier commandant de la Citadelle d'Akershus, il le reste jusqu'en 1814. Il passe les années entre 1808 et 1810 au Danemark en tant que commissaire de la guerre, mais garde tous ces postes en Norvège. Hauthausen a eu une grande influence sur le prince Christian Frederick comme stattholder de Norvège à partir de 1813, le 19 mai 1814 et devient ministre des finances dans le premier cabinet de Norvège en tant que nation indépendante.
Durant la guerre suédo-norvégienne de 1814, il sert en tant que lieutenant général, mais est faussement accusé de traitrise, et le 19 août 1814, cinq jours après la Convention de Moss, une foule attaque sa demeure. Haxthausen doit donc quitter la ville et ses fonctions. Il est innocenté en 1816.
Après 1814, la citadelle n'est plus utilisée à des fins militaires, Hauxthausen est donc le dernier commandant de la forteresse. Il est mort à Christiania.
En 1879, une rue d'Oslo, dans le quartier de Frogner, près de sa maison, est nommée en son honneur.

## Sources
- (en) Cet article est partiellement ou en totalité issu de l’article de Wikipédia en anglais intitulé « Frederik Gottschalck von Haxthausen » (voir la liste des auteurs).
- Aschehougs konversasjonsleksikon, Vol. 9, Oslo (1957), H.Aschehoug & co.
- Oslo byleksikon